# خرسانة

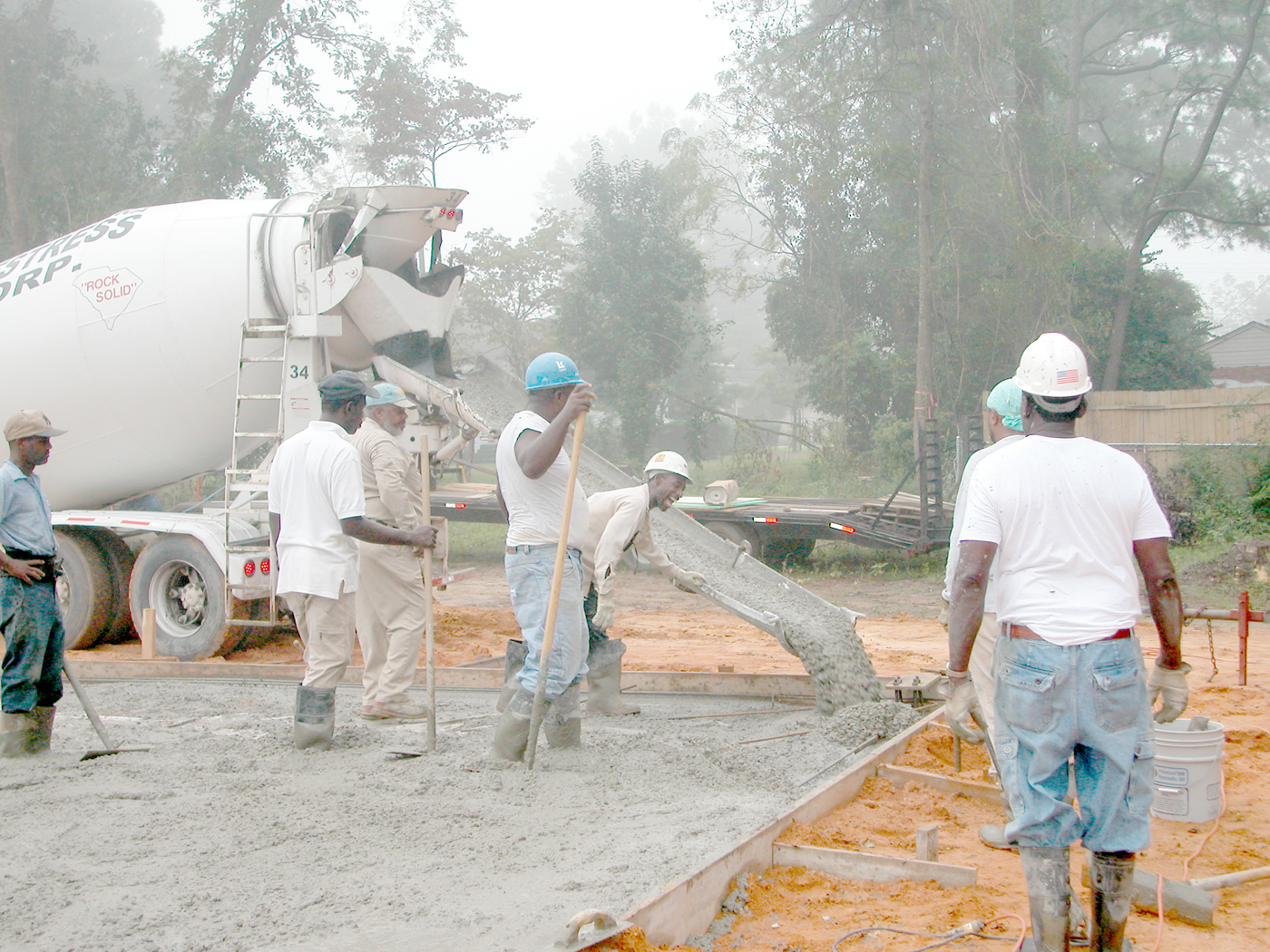
صب أرضية من الخرسانة لمنشأة تجارية

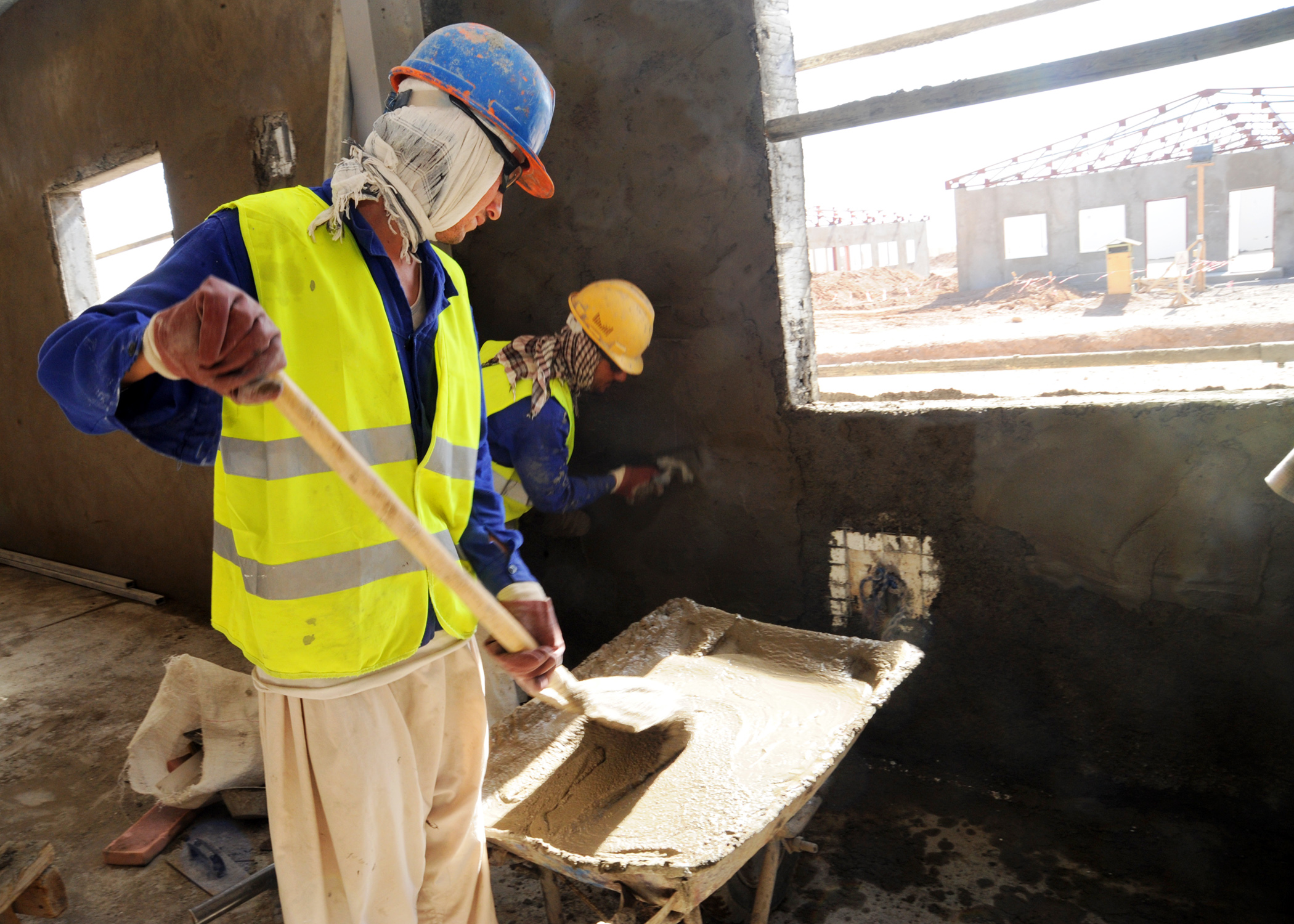
خلط الخرسانة في عربة صغيرة.

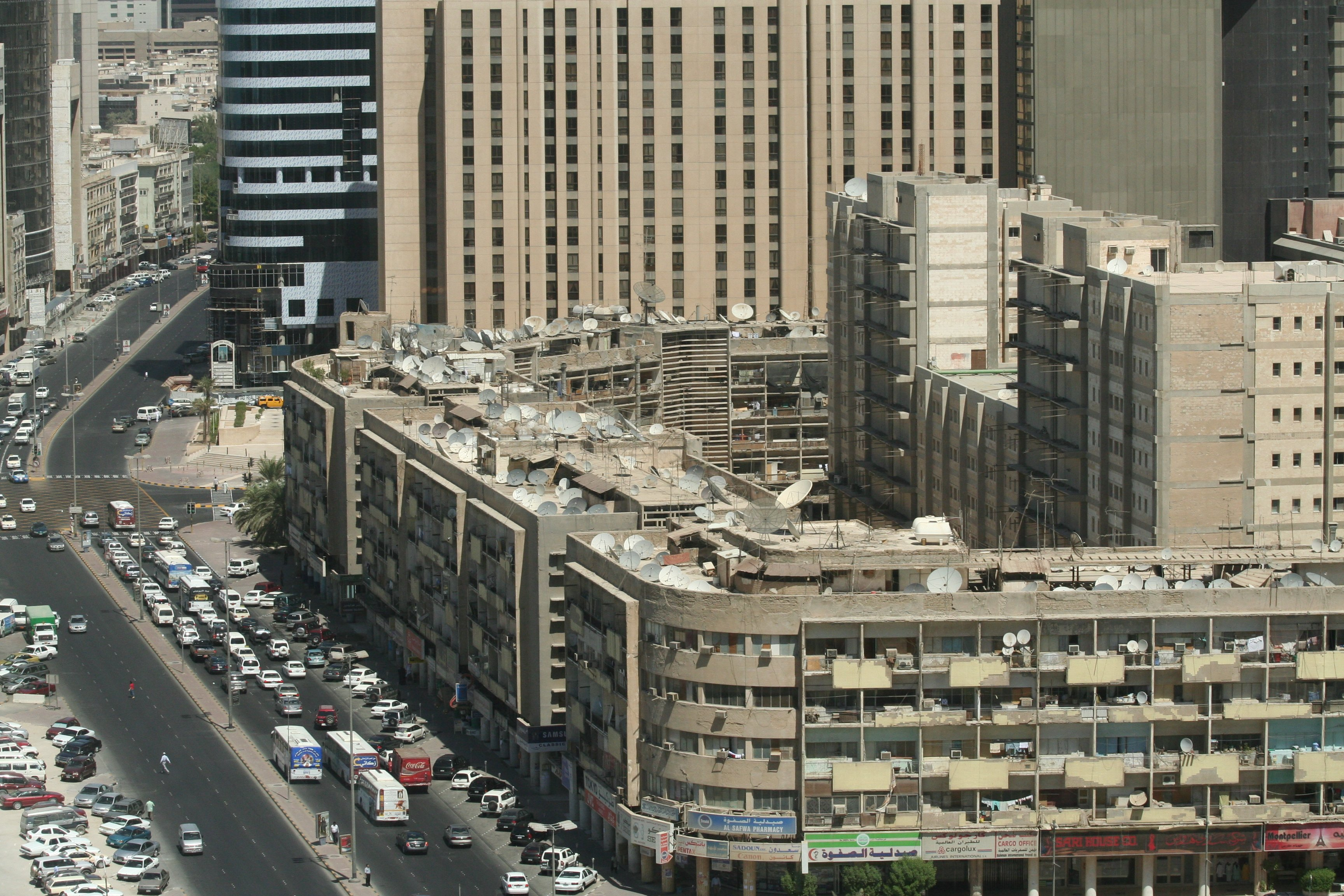
مبان خرسانية في الكويت

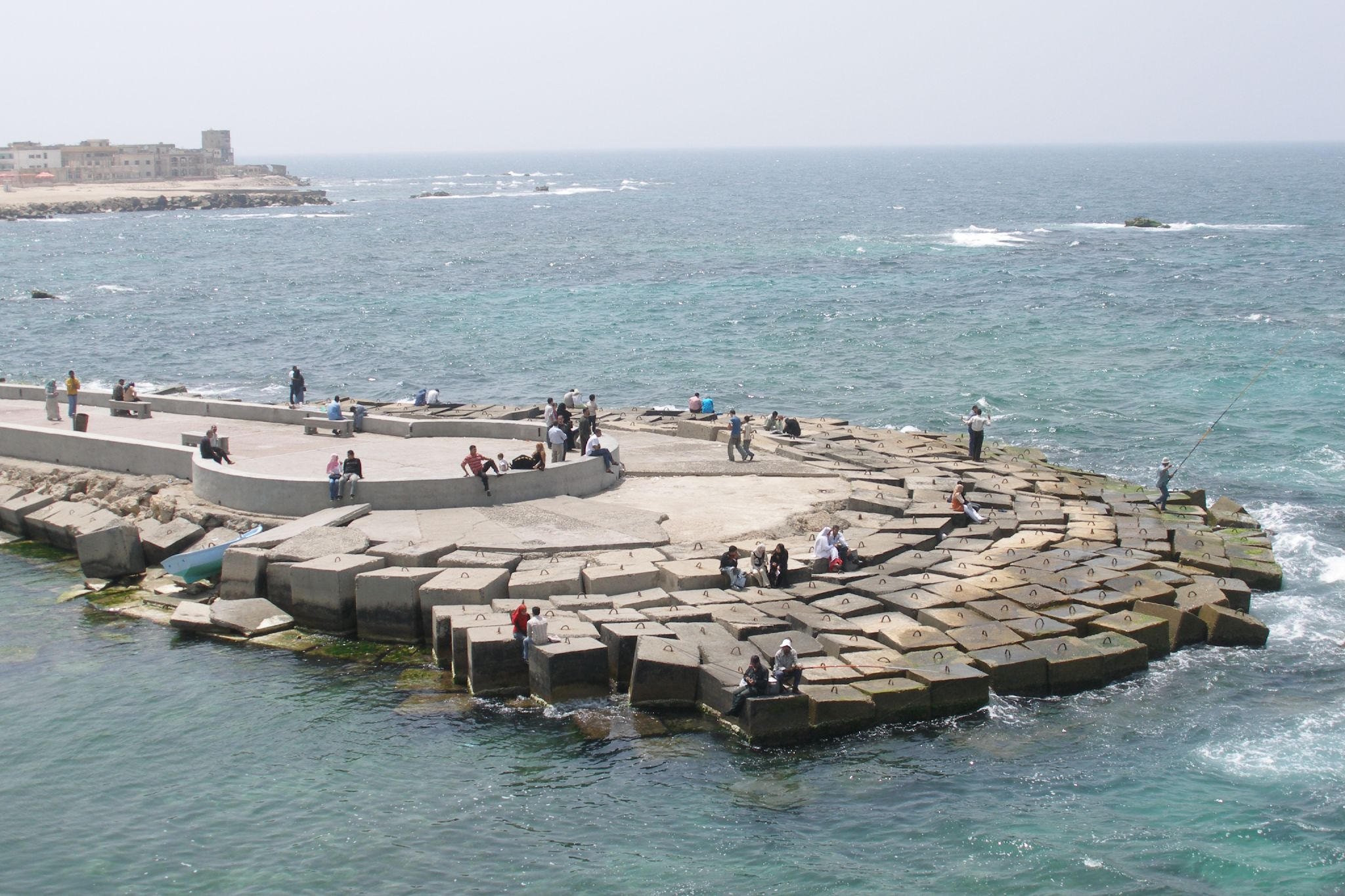
قوالب خرسانية للحد من تآكل السواحل في الإسكندرية

الخَرَسَانَة أو الباطون خليطٌ من الإسمَنت، والرمل، والماء، مع نوع من ركام الحجر، كالسن أو الزَّلَط، من أهم مواد البناء في العصر الحديث، ولا سيًّما إذا قُوِّيَت بالحديد فصارَت [[خرسانة مسلحة}خَرَسانةً مسلَّحة]].
وأول من استعملها الرومان، قبل نحو ألفي سنة، في معظم مبانيهم؛ لسهولة تشكيلها وتنفيذها بعِمالة مدربة تدريباً بسيطاً.
والخَرَسانة خليطٌ من موادَّ أولية: من الرمل، والزَّلَط (أو السن، وهي كِسَر الحجر)، والأسمَنت، معهما
الماء. وإذا خُلِطت جيداً يحدث بينها تماسك يسمَّىٰ: زمن الشك.
وللخرسانة خصائص كثيرة تمتاز بها عن المواد الأخرى، فهي تأخذ شكلاً صلداً ومتيناً مع الزمن تدريجياً، وتبدأ بالشك الابتدائي وتنتهى بالشك النهائي. كذلك فهي شديدة المقاومة الإجهاد الناتج عن ضغطها ولكنها في نفس الوقت ضعيفة جداً في مقاومتها للشد لذلك فالخرسانة العادية (غير المسلحة) لا تستخدم ابداً في الأماكن التي تحدث فيها إجهادات الشد (مثل الكمرات).
للتغلب على هذه المشكلة، يوضع الحديد وهو مقاوم ممتاز لقوى الشد وقوى الضغط وفي حين أن أسياخ الحديد الطويلة يمكن ان تتحمل قوى الشد كلها فإن الخرسانة لا تتحمل قوى الضغط كلها إذا كانت قطاعاتها نحيفة يؤدي ذلك إلى احتمال انبعاج العنصر الخرساني.
لذلك، نجد أن مركباً خليطاً من الخرسانة والحديد يعطى مادة مثالية لمقاومة الإجهادات المختلفة المؤثرة عليها. وهذا المركب هو ما يعرف باسم الخرسانة المسلحة.

## أنواع الخرسانة
تعددت أنواع الخرسانة كثيراً في وقتنا الحاضر نتيجة مكوناتها نذكر منها على سبيل المثال:
- مونة خرسانية: مكونة من خلط الزلط الحمصانى مع مونة الرمل والإسمنت.
- خرسانة: وقد تسمى باطون وهي خليط من البحص (الطبيعي أو كسر الحجر الصلب) مع الرمل النظيف والخالي من الشوائب والبودرة الناعمة جداً مع الأسمنت بنسب متعارف عليها فنياً.
- خرسانة عادية: وقد تسمى خرسانة نظافة ولا تستعمل في صب أي منشئآت عليها أحمال، وتصب عادة لملء الفراغات ولتثبيت التربة تحت أو حول منشآت مسلحة بالحديد.
- خرسانة مسلحة: هي خرسانة تسمى مسلحة لأنها تصب مع قضبان حديدية لها أشكال خاصة يحددها مهندسون متخصصون بالتصميم لجعل الجسم المصبوب من هذه الخرسانة مع الحديد أكثر قوة وقادر على تحمل أوزان كثيرة مثل (الجسور، الأسقف، المباني العالية، وغيرها).
- خرسانة بيضاء: مكونة من خلط اسمنت أبيض مع مونة الرمل والبحص.
- خرسانة كسر طوب: مكونة من خلط كسر الطوب مع مونة الرمل والأسمنت.

كما يوجد أنواع أخرى من الخرسانات المسلحة التي لها صفات واستخدامات خاصة مثل:
- الخرسانة المسلحة المصبوبة تحت الماء.
- الخرسانة المسلحة المقاومة للحريق.
- الخرسانة المسلحة المقاومة للإشعاعات الذرية.
- الخرسانة المسلحة للسدود.
- الخرسانة المسلحة ضد القنابل.
- الخرسانة المسلحة المقاومة للزلازل.
- الخرسانة المسلحة الملونة.

والطرق المختلفة لتجهيز منتجات الخرسانة المسلحة يكسبها أسماء أخرى مثل:
- الخرسانة المصبوبة في الموقع (لا يتم تحريك الجسم المصبوب بعد الصب)In-Situ concrete.
- الخرسانة مسبقة الصنع (تصب الأجسام في معامل خاصة وتتصلب هناك ثم تنقل إلى الموقع المطلوب ليتم تركيبها بواسطة وصلات) Pre-Cast concrete products.
- الخرسانة مسبقة الإجهاد (تصب ويتم شدها بأسلاك قويه جداً - يتم قطع هذه الأسلاك بعد تصلب الخرسانة لتصبح الخرسانة قادرة على حمل أحمال كبيرة جداً مثل الجسور الطويلة جداً.

## خلط الخرسانة
قبل خلط مواد الخرسانة يجب التأكد من نظافة الرمل والزلط (أو السن) ولذلك يجب تنظيفها من أي مواد عضوية عالقة بها وذلك بهزها في المنخل Sieve وغسلها بالماء قبل استعمالها، لأن وجود نسب كبيرة من الطين أو المواد العضوية أو الأملاح أو الفوسفات في الخرسانة يسبب تآكل وصدأ الحديد الموجود فيها ويضعف من قوتها.
ويتم خلط المواد الأولية للخرسانة عموما بطريقتين رئيسيتين:

### الخلط اليدوي
بعد تنظيف الرمل والزلط، تخزن المواد في مكان مناسب بالموقع بعيداً عن الرطوبة، يتم خلط الخرسانة يدوياً بطريقة استعمال الجاروف وذلك لخلط كميات قليلة من الخرسانة.
أما الخلط اليدوي الشائع الاستعمال للكميات الكبيرة من الخرسانة فيتم بوضع حجم عدد 2 صندوق كيل Batch box من الزلط أو السن يضاف عليهم حجم صندوق كيل من الرمل وعدد شكاير الإسمنت المطلوبة ثم تخلط هذه المواد على الناشف ثلاث مرات على طبلية مستوية صماء من الواح الخشب أو أي مادة مماثلة باستعمال الجاروف ذي الشداد، وبعدما يصبح لون المخلوط متجانساً يضاف الماء تدريجياً بالقدر المطلوب للخلط، ويستمر التقليب والخلط ثلاث مرات حتى يتجانس لون وقوام الخلطة.
ملاحظة: استخدمت هنا عدة مصطلحات الهندسية ذات علاقة بالموضوع؛ على سبيل المثال «الزلط» من اللهجة المصرية و«الشرشور» من الليبية، في حين يستخدم الحصو باللهجة العراقية، وفي اللهجة السورية «البحص»، وفي اللهجة اليمنية «الكْرْي» ويستخدم «كيس الاسمنت» في العراق والأردن واليمن، في حين يستخدم مصطلح «الشكارة» في مصر وله وزن موحد يبلغ خمسين كغم.

### الخلط الميكانيكي

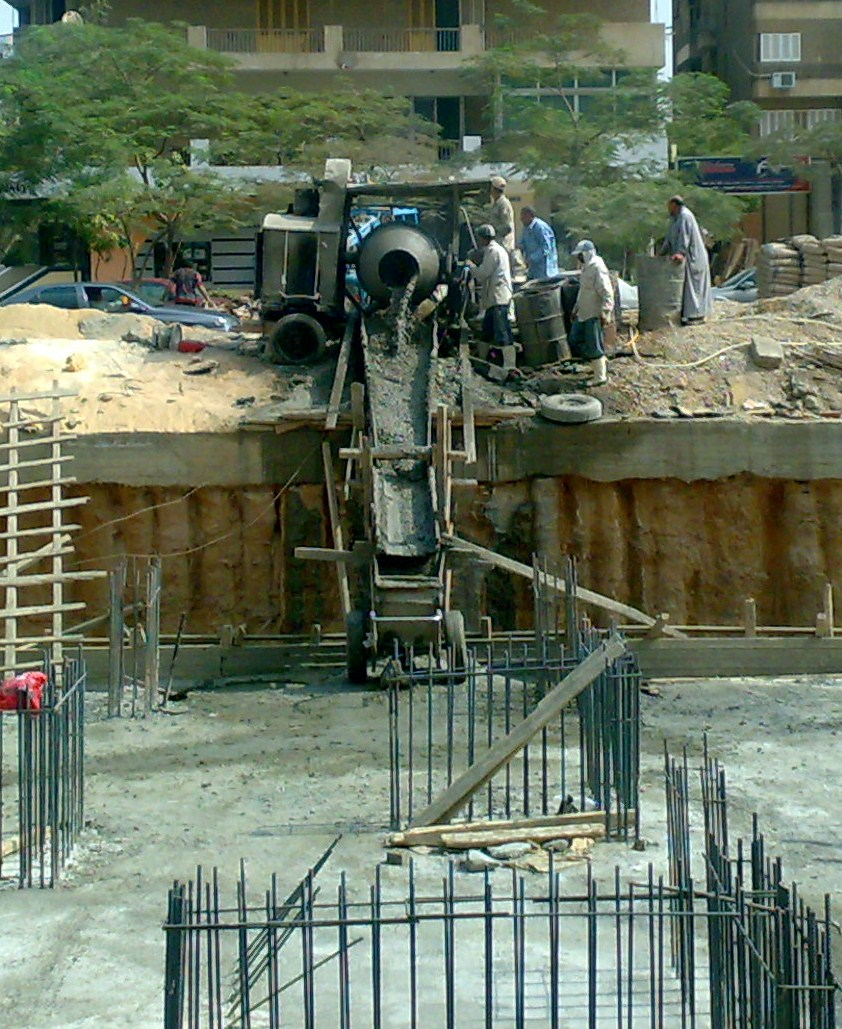
خلط ميكانيكي للخرسانة في إحدي مواقع العمل بمدينة نصر، القاهرة.

تخلط الخرسانة ميكانيكياً بالنسب المطلوبة في خلاطات ذات سعة مناسبة مع تناسب حجمها بمعدل النقل والصب للعملية وتستعمل الخلاطات في موقع العمل ويتناسب عدد الخلاطات مع نوع وطبيعة العمل ومع كميات الخرسانة المطلوبة.
وقد تجهز الخرسانة اوتوماتيكياً في محطات خاصة تعرف باسم محطات تجهيز الخرسانة Ready Mix ومنها تنقل إلى موقع العمل عن طريق عربات مجهزة Concrete mix trucks وتتم طريقة الخلط في محطات تجهيز الخرسانة بطريقتين:

### طريقة الخلط المركزي
تخلط وتجهز الخرسانة في هذه الطريقة في محطة تجهيز الخرسانة ويكون مكانها غالباً قريب موقع المشروع وتتم العملية كالآتي:
يفرد الزلط (السن) والرمل وينظفوا بالمياه حتى يصيروا مشبعين بالمياه والسطح جاف وخصوصاً في الجو الحار ثم يشونوا إلى أماكنهم الخاصة القريبة من صومعة الإسمنت السائب وخزان المياه وبعد قياس مواد الرمل والركام (الزلط أو السن) والأسمنت يصب المخلوط في خلاط مركزي ويخلط على الناشف أولاً عدة مرات ثم يضاف عليه الماء بنسبة معينة وعادة تحدد نسبة الماء / الأسمنت Water / Cement ratio على حسب نوع الخرسانة المطلوبة فتجهيز خرسانة بلاطة الأرضيات مثلاً تكون نسبة الماء للأسمنت 0.7 (لعدم الحاجة إلى مقاومة عالية من الخرسانة فبالتالي تزيد نسبة المياه) أما تجهيز خرسانة الأسقف والأعمدة والكمرات فتكون نسبة المياه للأسمنت فيها حوالي 0.5 (للحاجة إلى مقاومة عالية، فوجب تقليل نسبة المياه لتزيد المقاومة).
تنقل الخرسانة إلى الموقع عن طريق عربات مجهزة لذلك ويجب ألا يزيد مشوارها من المحطة إلى موقع العمل عن 45 دقيقة وهي المدة الكافية لتكوين الشك الابتدائي للخرسانة.لكن في الأجواء الحارة يجب أن يقل المشوار عن 45 دقيقة وذلك لأن سرعة الشك تتناسب طردياً مع درجه الحرارة، فبزيادة درجة الحرارة يقل زمن اللازم لحدوث الشك. ومن العيوب أيضاً انه في حالة الطرق الغير ممهدة يحدث ما يسمى بالانفصال الحبيبي وهو انفصال مواد الخرسانة عن بعضها، مما يؤدي الضعف مقاومتها بعد الشك. ويجب أن تقلب الخرسانة ببطء داخل اسطوانة العربة الناقلة أثناء النقل لمنع انفصال مواد الخرسانة أو تماسكها.

### طريقة الخلط أثناء النقل
تخلط مكونات الخرسانة على الناشف في الخلاطة المركزية كما في طريقة الخلط المركزي إلا أنه يتم خلط الخرسانة بالماء في العربة الخلاطة إما أثناء النقل لموقع العمل أو قبل الصب مباشرة، من فوائد هذه الطريقة انها تعطى وقتاً أكبر في النقل إلا أن عيبها يتمثل في أن سعة العربة الخلاطة عادة تكون حوالي 3/4 سعة العربة الناقلة للخرسانة الجاهزة وذلك لأن خلط مكونات الخرسانة بالماء يقلل من حجمها، كما يجب أن تكون سرعة تقليب الخرسانة أثناء النقل تتراوح بين 2 - 6 دورة / دقيقة للحفاظ على قوام الخرسانة.

## الإضافات على الخرسانة
هي عبارة عن مواد أو تراكيب من عدة مواد تضاف للخرسانة أثناء الخلط لتحسين خواص الخلطة الخرسانية. وإكسابها ميزات جديدة تتناسب مع الأغراض والمتطلبات لها سواء كان تجهيزها في محطات الخلط المركزية أو مصانع الخرسانة المسبقة الإجهاد أو الخلط الموقعي المواد المضافة للخرسانة التي تكون خلاف مكونات الخلطة الخرسانية المكونة من ماء واسمنت وركام. المادة تضاف إلى ماء الخلطة قبل أو بعد الخلط لإعطائها خواص مطلوبة في ظروف العمل،
يوجد مواد تضاف بعد فترة لعلاج التشققات الخرسانية أو غيرها من المشاكل الخرسانية بحيث تكون جميع الاضافت للخرسانة مصنفة طبقا للمواصفات الأمـريكية aci committee 212. نحاول قدر الإمكان عدم الافراط في استخدام الاضافات والاعتماد علي تحسين خواص الخرسانة عن طريق تحسين مكوناتها الرئيسية.فالهدف الاساسي من المعالجة للخرسانة هو الاحتفاظ بماء الخلط لاستمرار الاماهة للاسمنت وحفظ درجة حرارة الخرسانة اعلي من درجة التصلد

### أنواع الاضافات

#### إضافة تعجيل الشك
الهدف منها هو تقصير زمن الشك حيث تقوم بجعل الخرسانة تشك قبل حدوث الأضرار الناتجة من تجمدها بعد الصب مباشرة.

#### إضافة مبطئة للشك
الهدف منها هو إبطاء الشك للأسمنت في ظروف الأجواء الحارة

#### إضافة مواد تقلل مياه الخلط
الهدف منها تقوية مقاومة الانضغاط وتعطي قابلية للتشغيل تقلل كمية الأسمنت مع ثبات مقاومة الضغط والقابلية للتشغيل تلافي الزيادة غير المطلوب في كمية الماء أثناء الخلط والصب في الموقع وتستخدم المادة في حالة صب الأساسات عند ارتفاع منسوب المياه الجوفية أو سقوط الأمطار.

#### إضافة مادة مضادة للبكتيريا
تستخدم هذه الإضافة في الخرسانة الأرضية وخرسانات الحوائط التي توجد فيها البكتريا التي سببت لها التآكل.وعند اضافتها لاي نوع من أنواع الأسمنت فإن الأسمنت الناتج يسمى أسمنت مضاد للبكتيريا. ومن مميزاتها تكون ذات تركيز وقوة لمنع النشاط الحيوي للكائنات الدقيقة كالبكتيريا والعفن.

#### إضافة الهواء المحبوس
عبارة عن خلط كمية معينة من هذه الإضافة إلى الخلطة الخرسانية فينتج مجموعة كبيرة من الفقاعات الهوائية ميكروسكوبية منتظمة على سطح الخلطة لما لهذه الفقاعات تأثير على الخرسانة الطازجة من حيث قابلية التشغيل والنضج، وأيضا تؤثر على الخرسانة المتصلدة من حيث التجمد والنفاذية وزيادة العزل الحراري.

#### إضافات لحقن الخرسانة
وهي ماد تحقن في الخرسانة المسلحة في حالة وجود تشققات وعيوب في المبنى وبالخصوص تحت الأرض المعرضة للرطوبة بحيث تقاوم هذه المادة المقاومة لتأثير التآكل ومن مميزاتها انها مرنة وتتحمل درجة الحرارة وسريعة الجفاف بعد الاستخدام.

#### إضافة مادة البيتومين
هذه المادة لها دور في حماية المنشآت من المؤثرات الخارجية كالرطوبة والأمطار والمياه الجوفية وذلك لتلافي الأملاح والكبريتات.

#### إضافة المادة الملونة للخرسانة
هي إضافة مواد ملونة للخلطة نظرا لتطلبات بعض المواصفات المعمارية بحيث تصب منها طبقة رقيقة على سطح الخرسانة. وهذه الإضافات عبارة عن أكاسيد معدنية ومواد أخرى متشابهة تضاف المادة الملونة للخلطة التي تتطلب أن تكون الخرسانة ذات سطح ملون وخاصة للخرسانة العادية ومن أمثلتها ثاني أكسيد المنجنيز وأكسيد أيدروكسيد الكروم.
من أنواع المضافات
1- Styrene Butadiene Rubber copolymer ومختصره SBR
هو عبارة عن مادة عازلة للماء وخالية من الكلوريدات أي مقاوم جيد للاملاح ومعامل تمدده الحراري هو نفس معامل التمدد الحراري للخرسانة ومن خصائصه يزيد في قوة ربط والتصاق الخرسانة مع بعضها ومع الخرسانة الأخرى، وكذلك يعطي للسطح الخرساني مقاومة للمواد الكيميائية وبذلك يمنع تآكل الخرسانة، ويجعل السطح الخرساني أكثر مقاومةً للماء بحيث يمنع التشققات في الخرسانة ويجعل مكونات الخرسانة متماسكة وبذالك يمنع سيلان الخرسانة، وهو مادة غير سامة يمكن استخدامها مع الاسمنت في صب احواض مياة الشرب، ومناسب لجميع أنواع الأسمنت، ويقلل من نسبة الماء المضاف للخلطة، يمنع تكسر الاسمنت الذي يصب بطبقة خفيفة.ويخلط مع الاسمنت والرمل فقط ونسب خلطه كالتالي:
- أسمنت 50 كغ
- رمل نقي 125 كغ
- SBR 5-8 لتر
- ماء 11-14 لتر

## خواص الخرسانة المتصلدة

### مقاومة الضغط
تعد مقاومة الضغط هي أهم خواص الخرسانة المتصلدة على الإطلاق وهي تعبر عن درجة جودتها وصلاحيتها، ومقاومة الضغط هي المقاومة الأم للخرسانة حيث أن معظم الخواص والمقاومات الأخرى مثل الشد والانحناء والقص والتماسك مع حديد التسليح تتحسن وتزيد بزيادة مقاومة الضغط والعكس صحيح. لذلك يجرى اختبار الضغط بغرض التحكم في جودة إنتاج الخرسانة في موقع المشروع كما يستخدم هذا الاختبار في أغراض التصميم الإنشائي لتحديد المقاومة المميزة وإجهاد التشغيل للخرسانة في الضغط الذي يؤخذ كنسبة من المقاومة القصوى للضغط. كما يفيد اختبار الضغط في تحديد صلاحية الركام وماء الخلط للتعرف على تأثير الشوائب التي قد توجد بهما على مقاومة الضغط للخرسانة. والواقع حالياً أن مقاومة الضغط لخرسانة المنشآت التقليدية تتراوح بين 250-350 كجم/سم² أما بالنسبة للمنشآت الخاصة والوحدات سابقة التجهيز فمقاومة الضغط تزيد عن ذلك وتصل إلى 500 كجم/سم² والوحدات الخرسانية سابقة الإجهاد يجب أن تكون ذات مقاومة للضغط تزيد عن 400 كجم/سم² وقد تصل إلى 600 كجم/سم².

### مقاومة الشد

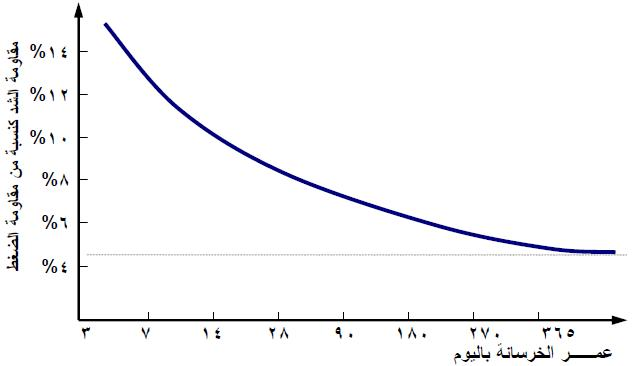
اختلاف مقاومة الشد باختلاف عمر الخرسانة

تتحمل الخرسانة العادية المتصلدة مقاومة الضغط بدرجة كبيرة ولذلك يجرى تصميم الخرسانة باعتبارها تقاوم إجهادات الضغط أساساً أما بالنسبة لمقاومتها لقوى الشد (سواء المباشر أو غير المباشر) فإنها تعتبر ضعيفة المقاومة للشد إذا ما قورنت بمقاومتها للضغط ويرجع هذا لكونها مادة قصفة ومع ذلك اهتم الباحثون بمقاومة الشد في الخرسانة لأن حدوث معظم التشققات والشروخ فيها ناتج عن صغر مقاومتها للشد. ومقاومة الشد في الخرسانة تتراوح ما بين 7 %
إلى 14 % من مقاومتها للضغط أي بنسبة متوسطة قدرها 10 % وتختلف هذه النسبة تبعاً لعمر الخرسانة. كذلك تعتمد هذه النسبة على رتبة الخرسانة.
ويلاحظ أنه كلما زادت مقاومة الخرسانة للضغط كلما قلت الزيادة النسبية لمقاومة الشد إلى أن تصل مقاومة الضغط إلى حوالي 800 كجم/سم² عندها تصل مقاومة الشد إلى أقصى قيمة لها والتي تتراوح من 60 إلى 70 كجم/سم².

### مقاومة الانحناء
عندما تتعرض كمرة خرسانية للانحناء فإنه يمكن حساب مقاومة الانحناء (التي تعتبر أيضاً مقياساً لمقاومة الشد غير المباشر) وتسمى معاير الكسر في الانحناء وتتراوح قيم إجهادات معاير الكسر في الانحناء بين 12 % - 20 % من مقاومة الضغط. وبالتالى فإن مقاومة الانحناء تزيد عن مقاومة الشد للخرسانة بنسبة من 60 إلى 100 %. وعموماً تؤخذ مقاومة الشد للخرسانة مساوية ل 60 % من قيمة مقاومة الانحناء. ومن ذلك يتضح أن مقاومة الانحناء تزيد عن مقاومة الشد بحوالي 40 %. ويجرى اختبار الانحناء لتعيين مقاومة الخرسانة المتصلدة للانحناء ودراسة سلوك الكمرات الخرسانية عند تعرضها لأحمال انحناء وكذلك شكل الكسر الناتج عن انهيار هذه الكمرات.

### مقاومة القص
قوى القص المباشرة هي قوتين متساويتين ومتوازيتين تؤثران على مستويين على مسافة صغيرة جداً من
بعضهما. تكون دائماً مصحوبة بعزم انحناء أي بإجهادات شد وضغط لذلك فمن النادر إجراء اختبار مقاومة القص المباشر للخرسانة وخصوصاً أنه في استعمالات الخرسانة نادراً ما تتعرض للقص الخالص وإنما تتعرض للقص المصحوب بانحناء. ولقد وجد أن مقاومة القص في الخرسانة أكبر من مقاومتها للشد بحوالي 20 إلى 30 % أي أنها حوالي 10 إلى 12 % من مقاومة الضغط.

## معالجة الخرسانة
ولكن في جميع الأحوال ما عدا بعض التطبيقات الهامة، يجب أن تتم العناية بصورة متقنة حتى تتم معالجة الخرسانة جيداً، وتحقيق أفضل قوة وصلابة.يتم هذا بعد أن يتم صب الاسمنت. يحتاج الأسمنت إلى الترطيب، التحكم في البيئة المحيطة لاكتساب القوة والتصلب بشكل كامل أمر ضروري. مزيج الإسمنت يتصلب مع مرور الزمن، في البداية يكون سائلاً ثم يصبح صلباً وإن كان ضعيفاً جداً، ويزداد قوة في الأيام والأسابيع التالية. بعد حوالي 3 أسابيع، عادة ما يتم التوصل إلى أكثر من 90 ٪ من قوته النهائية، على الرغم من أنه قد يلزم عدة عقود من أجل تعزيز هذه القوة.
الاماهة والتصلب للخرسانة خلال الأيام الثلاثة الأولى أمر بالغ الأهمية.التجفيف السريع بصورة غير طبيعية والانكماش نتيجة لعوامل مثل التبخر بفعل الرياح عند الصب قد يؤدي إلى زيادة إجهاد الشد في الوقت الذي لم يحصل بعد على قوة كبيرة، مما يؤدي إلى مزيد من التشقق الناجم عن الانكماشات. يمكن زيادة القوة في وقت مبكر بابقائه رطباً لفترة أطول خلال عملية المعالجة. التقليل من الإجهاد قبل المعالجة يقلل من التكسر. تزداد قوة الخرسانة لمدة تصل إلى ثلاث سنوات. ذلك يعتمد على ابعاد المقطع العرضي للمبنى وشروط استغلال الهيكل.
خلال هذه الفترة يجب أن تكون الخرسانة في ظروف ذات درجة حرارة ورطوبة متحكم بها. في الممارسة العملية، يتحقق ذلك عن طريق الرش أو غمر سطح الخرسانة بالماء، مما يوفر الحماية الشاملة من الآثار السيئة للظروف المحيطة. الصور تظهر اثنين من العديد من الطرق لتحقيق ذلك، الغمر والتغليف البلاستيكى (لمنع تبخر المياه).
المعالجة بشكل صحيح تؤدي إلى زيادة القوة وانخفاض النفاذية، واتقاء تكسر السطح حين يجف قبل الأوان. ويجب أيضا الحرص على تجنب التجمد أو تسخين الاسمنت (استخدم في سد هوفر أنابيب تحمل المبرد أثناء الإعداد لتجنب إلحاق الضرر بالخرسانة). عدم المعالجة السليمة يمكن أن تؤدي إلى انخفاض قوة الخرسانة، وضعف المقاومة للتآكل والتشقق.